# Барберо, Матюрен Огюст Бальтазар
Матюрен Огюст Бальтазар Барберо (фр. Mathurin-Auguste-Balthazar Barbereau; 14 ноября 1799, Париж — 16 июля 1879) — французский композитор, дирижёр и музыковед.
Окончил Парижскую консерваторию (1813), ученик Антонина Рейхи. На протяжении многих лет участвовал в композиторском конкурсе на соискание Римской премии и в 1824 г. наконец получил её за кантату «Агнесса Сорель». По возвращении из Италии занял пульт первой скрипки в Парижской Опере. В 1830 г. отказался от исполнительской карьеры ради дирижёрской и в дальнейшем руководил оркестрами нескольких парижских театров (в том числе в 1832—1836 гг. в Комеди Франсез); в первом из них, Театре новинок (фр. Théâtre des Nouveautés), в 1831 г. поставил написанную совместно с Леопольдом Эмоном оперу «Флорентийские сибариты, или Франкмасоны» (фр. Les Sybarites de Florence ou les Francs-Maçons).
Преподавал гармонию, среди его учеников были, в частности, Амбруаз Тома, Жорж Матиа и Эрнест Гиро. В 1845 г. опубликовал трёхчастный «Теоретический и практический курс музыкальной композиции» (фр. Traité théorique et pratique de composition musicale), в 1852 г. за ним последовал первый выпуск «Очерков о происхождении музыкальной системы» (фр. Études sur l’origine du système musical), однако дальнейшие выпуски не были напечатаны. В 1871 г. ученик Барберо Тома, возглавлявший в это время Парижскую консерваторию, пригласил Барберо для преподавания композиции, а в 1872 г. Барберо стал первым в истории консерватории профессором истории музыки, однако вскоре вынужден был выйти в отставку ввиду слабых ораторских и лекторских способностей.